# Bergtjärnen (Skorpeds socken, Ångermanland)
Bergtjärnen är en sjö i Örnsköldsviks kommun i Ångermanland och ingår i Ångermanälvens huvudavrinningsområde. Sjön är 14 meter djup, har en yta på 0,1 kvadratkilometer och är belägen 265,3 meter över havet. Sjön avvattnas av vattendraget Brandsbäcken.

## Delavrinningsområde
Bergtjärnen ingår i det delavrinningsområde (702170-159137) som SMHI kallar för Utloppet av Bergtjärnen. Medelhöjden är 305 meter över havet och ytan är 1,34 kvadratkilometer. Räknas de 3 avrinningsområdena uppströms in blir den ackumulerade arean 11,54 kvadratkilometer. Brandsbäcken som avvattnar avrinningsområdet har biflödesordning 3, vilket innebär att vattnet flödar genom totalt 3 vattendrag innan det når havet efter 40 kilometer. Avrinningsområdet består mestadels av skog (86 procent). Avrinningsområdet har 0,1 kvadratkilometer vattenytor vilket ger det en sjöprocent på 7,2 procent.